# Floskelwolke
Floskelwolke war ein im Jahr 2014 gegründetes medien- und sprachkritisches Webprojekt der Journalisten und Nachrichtenredakteure Sebastian Pertsch und Udo Stiehl, das Floskeln, Phrasen und Formulierungen in Nachrichtentexten in Deutschland kritisierte und Alternativen aufzeigen wollte. Seit 2015 erscheint von ihnen eine Kolumne im DJV-Medienmagazin journalist. Nach einem Sachbuch im Piper Verlag im Jahr 2016 vergaben sie ab 2021 den Negativpreis Floskel des Jahres. Im September 2023 wurde das Ende des Projekts bekanntgegeben. Die Kolumne im journalist erscheint seitdem in veränderter Form.

## Kategorisierung
Die als „Floskeln“ beanstandeten Begriffe waren in drei Kategorien eingeteilt: In die erste Gruppe kamen harmlose Sprachlässlichkeiten (z. B. „fieberhafte Suche“ der Polizei). In die zweite Kategorie kamen inhaltlich falsche Floskeln, etwa „Datendiebstahl“. In die dritte Kategorie kamen Begriffe, die manipulativ waren oder propagandistisch missbraucht wurden (z. B. „Flüchtlingstsunami“).

## Floskel des Jahres
Ab 2021 vergab Floskelwolke einen Negativpreis. Mit der Floskel des Jahres sollten Begriffe oder Formulierungen, die im vorangegangenen Jahr nach Angaben der Initiatoren „besonders für Stirnrunzeln und Kopfschütteln“ in den Nachrichten gesorgt hatten, kritisiert werden. In den Monaten vor der Bekanntgabe riefen Stiehl und Pertsch mehrfach über die Website und über die sozialen Netzwerke dazu auf, Vorschläge einzureichen. Die Bekanntgabe erfolgte jeweils zu Beginn des Folgejahres. Ausgewählt wurden:

### Preisträger
- 2020: Einzelfälle (in Verbindung mit der politischen Verharmlosung von Rechtsextremismus in Polizeibehörden), Platz 2: Corona-Gegner, Platz 3: Europäische Lösung, Platz 4: Clan-Kriminalität, Platz 5: Fremdenfeindlichkeit[3]
- 2021: Eigenverantwortung (in Verbindung mit der Corona-Pandemie), Platz 2: klimaneutral, Platz 3: links-gelb, Platz 4: unvorhersehbar, Platz 5: Instrumentenkasten[4]
- 2022: Freiheit (in Verbindung mit der „Entwürdigung“ des Freiheitsbegriffs), Platz 2: Sozialtourismus, Platz 3: technologieoffen, Platz 4: Klimakleber, Platz 5: Doppel-Wumms[5]

### Kontroverse
Ben Krischke vom Cicero und Christian Meier von der Welt sahen den Negativpreis politisch motiviert. Im Magazin Übermedien kommentierte der Journalist Stefan Niggemeier, dass die Preisverleiher die Begriffe einfach nur „doof“ fänden. Auch die Zahl von zwei Jury-Mitgliedern fand er zu wenig. Niggemeier äußerte Kritik an der Verbreitung durch andere Medien: Dass einer der Initiatoren freiberuflich für den Westdeutschen Rundfunk, also für eine Landesrundfunkanstalt der ARD arbeitet, hätte in einer Online-Nachrichtenmeldung der Tagesschau erwähnt werden müssen.
Im Zeit-Feuilleton schrieb der stellvertretende Ressortleiter Hanno Rauterberg: „Dass mit der Freiheit etwas nicht mehr stimmt, mit dem Freiheitsbegriff, aber auch mit dem Freiheitsempfinden, liegt offen zutage.“ Michael Hesse von der Frankfurter Rundschau blickte auf die philosophische Historie zurück: „Denn der Kampf um einen der wichtigsten politischen Grundbegriffe und eines der höchsten philosophischen Konzepte wurde über Jahrhunderte stets auch auf polemische Art und Weise geführt – und selten gab es eine Übereinstimmung darüber, was Freiheit überhaupt bedeutet.“
Auf radioeins (rbb) bejahte der Sozialpsychologe Harald Welzer die Frage, ob der Begriff Freiheit geeignet für die Floskel des Jahres sei: „Freiheit ist tatsächlich dann eine Floskel, wenn man sie zur Rechtfertigung rein individuellen Nutzens und auch zum Ignorieren von Gemeinwohl verwendet.“ Als Beispiel führte er den 1974 vom ADAC eingeführten Spruch „Freie Fahrt für freie Bürger“ auf.

## Auszeichnungen
Floskelwolke war 2015 der erste Preisträger des Günter-Wallraff-Preises für Journalismuskritik; hervorgehoben wurde dabei, dass die Floskelwolke „in innovativer Weise auf Unzulänglichkeiten, Fehler und Manipulationen in der Nachrichtensprache aufmerksam“ mache. Im gleichen Jahr wurde sie zudem für den Grimme Online Award in der Kategorie „Wissen und Bildung“ nominiert.

## Werke
- Ihr Anliegen ist uns wichtig! So lügt man mit Sprache. Sebastian Pertsch und Udo Stiehl, Piper Verlag, München 2016, ISBN 978-3-492-30784-0.
- Fachzeitschrift journalist, Sebastian Pertsch und Udo Stiehl, feste Kolumne seit 2015, Verlag: Journalismus3000 GmbH, Herausgeber: Deutscher Journalisten-Verband, Bonn, ISSN 0022-5576.